# Wraysbury
Wraysbury è un villaggio e parrocchia civile dell'Inghilterra, appartenente alla contea del Berkshire. Fino al 1974 era nel Buckinghamshire.